# Лиелирбе
Ли́ели́рбе (латыш. Lielirbe, лив. Īra) — ливское село в Латвии. Расположено в Таргальской волости Вентспилсского края.
Лиелирбе возникло как рыбацкий посёлок, позднее было местом строительства кораблей. В Лиелирбе находятся древние захоронения, которые отнесены к археологическим памятникам.  

## Источник
- Lībiešu ciemi